# Акчагелин
Акчагелин (туркм. Akçagelin) — исчезнувший древний город Туркменистана, расположенный в Дашогузском велаяте на восточном склоне возвышенности Дузгыр.

## Описание
Памятник интересен организацией обороны этой крепости: ее высокие стены без башен и бойниц были сложены из пахсовых блоков. Исследователи предполагают, что обстрел со стен крепости мог вестись только с небольшой площадки наверху. По своим фортификационным особенностям памятник уникален не только для территории Дашогузского велаята, но и всего древнего Хорезма. Возможно, это объясняется тем, что защиту его обеспечивали воинствующие скотоводы, на землях которых была возведена крепость (IV—II вв. до н. э.).
В поселениях позднего средневековья рядом с крепостью Акчагелин, имелись жилые комнаты с очагами для готовки еды, амбары и сосуды для хранения припасов.